# Pasuruan
Pasuruan (en neerlandés: Pasoeroean) es una ciudad en Java Oriental, Java, Indonesia. Según el censo de 2010, tenía una población de 186.262, y 208.006 en el censo de 2020; la estimación oficial a mediados de 2022 fue de 211 497 (105 753 hombres y 105 744 mujeres).
Está rodeado, pero administrativamente separado, de Pasuruan Regency. Se encuentra a unos 65 kilómetros al sureste de Surabaya.

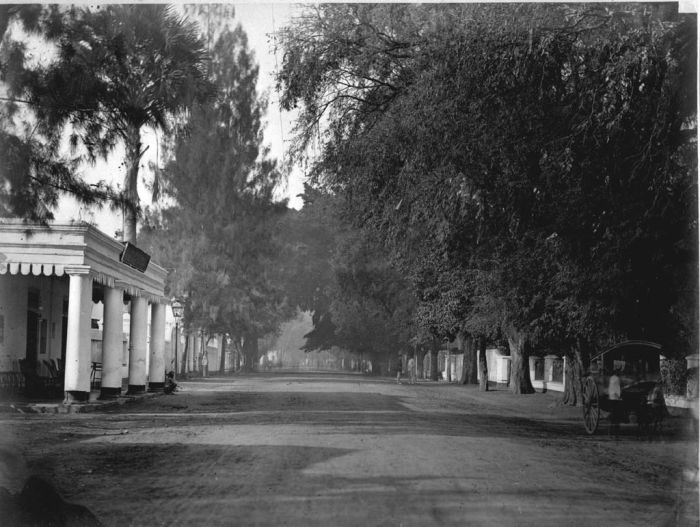
El Hotel Morbeck (lado izquierdo) en Heerenstraat (ahora Balaikota str.) en Pasuruan, alrededor de 1870-1891

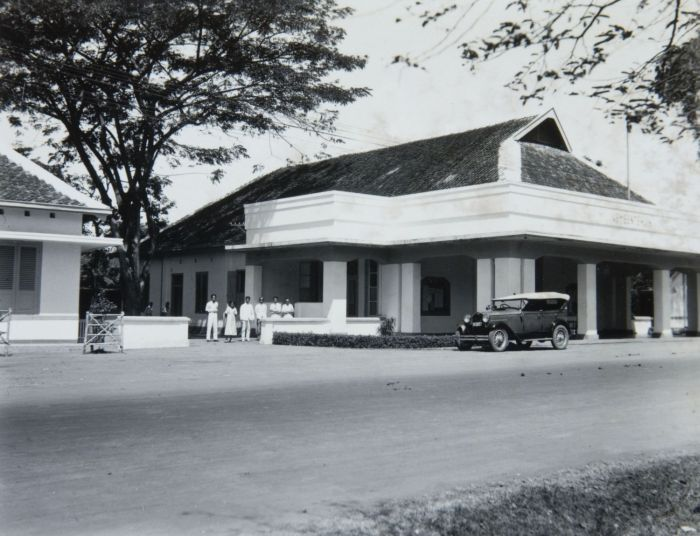
Ayuntamiento de Pasuruan (1934)

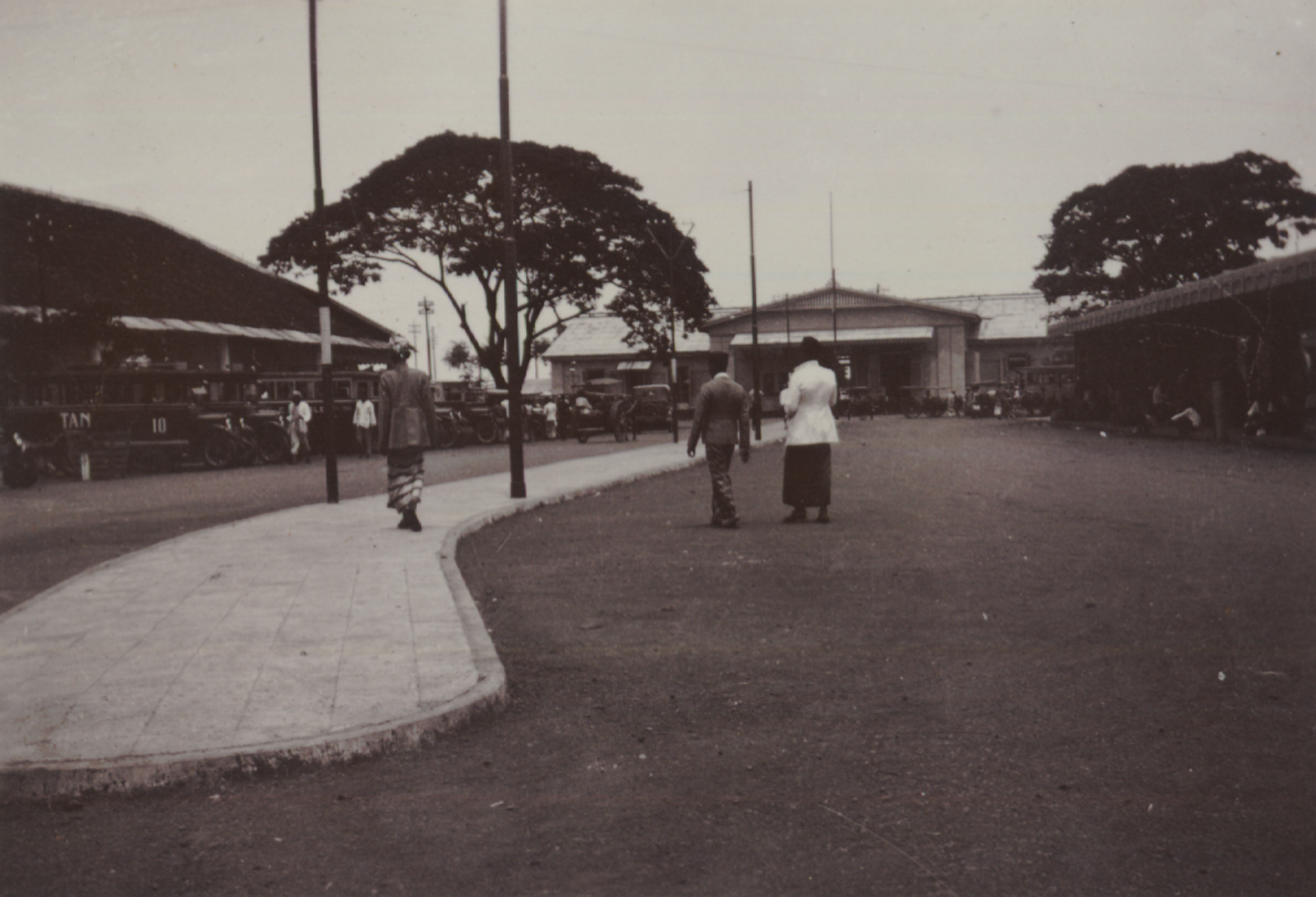
Estación de tren de Pasuruan desde Hoofdstraat o de Groote Postweg (ahora Soekarno Hatta rd.) (1929)

## Distritos administrativos
Pasuruan se divide en cuatro distritos (kecamatan), tabulados a continuación con sus áreas y sus poblaciones en los censos de 2010 y 2020, junto con las estimaciones oficiales de mediados de 2022. La tabla también incluye las ubicaciones de los centros administrativos del distrito, el número de aldeas administrativas (urban kelurahan) en cada distrito y sus códigos postales.
| Nombre del Distrito ( kecamatán ) | Área en km2 | Pop'n </br> Censo </br> 2010 | Pop'n </br> Censo </br> 2020 | Pop'n </br> Estimar </br> mediados de 2022 | Administración </br> centro | No. </br> de </br> pueblos | Códigos postales                                        |
| --------------------------------- | ----------- | ---------------------------- | ---------------------------- | ------------------------------------------ | --------------------------- | -------------------------- | ------------------------------------------------------- |
| Gadingrejo                        | 8.27        | 62,401                       | 49,442                       | 50,785                                     | Gadingrejo                  | 8                          | 67134 - 67139                                           |
| Purworejo                         | 8.08        | 66,647                       | 62,007                       | 63,787                                     | Kebonagung                  | 7                          | 67115 - 67118 (uno)                                     |
| Bungulkidul                       | 11.11       | 57,214                       | 31,687                       | 32,274                                     | Bugulkidul                  | 6                          | 67127 - 67129                                           |
| Panggungrejo                      | 7.83        | (b)                          | 64,870                       | 64,651                                     | Ngemplakrejo                | 13                         | 67111 - 67114, </br> 67123 - 67129, </br> 67131 - 67133 |
| Totales                           | 35.29       | 186,262                      | 208,006                      | 211,487                                    | Panggungrejo                | 34                         |                                                         |

## Clima
Pasuruan tiene un clima tropical de sabana (Aw) con poca o ninguna lluvia de mayo a noviembre y fuertes lluvias de diciembre a abril.
| Parámetros climáticos promedio de Pasuruan | Parámetros climáticos promedio de Pasuruan | Parámetros climáticos promedio de Pasuruan | Parámetros climáticos promedio de Pasuruan | Parámetros climáticos promedio de Pasuruan | Parámetros climáticos promedio de Pasuruan | Parámetros climáticos promedio de Pasuruan | Parámetros climáticos promedio de Pasuruan | Parámetros climáticos promedio de Pasuruan | Parámetros climáticos promedio de Pasuruan | Parámetros climáticos promedio de Pasuruan | Parámetros climáticos promedio de Pasuruan | Parámetros climáticos promedio de Pasuruan | Parámetros climáticos promedio de Pasuruan |
| Mes                                        | Ene.                                       | Feb.                                       | Mar.                                       | Abr.                                       | May.                                       | Jun.                                       | Jul.                                       | Ago.                                       | Sep.                                       | Oct.                                       | Nov.                                       | Dic.                                       | Anual                                      |
| ------------------------------------------ | ------------------------------------------ | ------------------------------------------ | ------------------------------------------ | ------------------------------------------ | ------------------------------------------ | ------------------------------------------ | ------------------------------------------ | ------------------------------------------ | ------------------------------------------ | ------------------------------------------ | ------------------------------------------ | ------------------------------------------ | ------------------------------------------ |
| Temp. máx. media (°C)                      | 32.3                                       | 32.0                                       | 32.0                                       | 32.0                                       | 31.9                                       | 31.9                                       | 31.8                                       | 32.4                                       | 32.8                                       | 33.5                                       | 33.3                                       | 32.6                                       | 32.4                                       |
| Temp. media (°C)                           | 27.4                                       | 27.3                                       | 27.1                                       | 27.0                                       | 26.5                                       | 25.9                                       | 25.3                                       | 25.8                                       | 26.4                                       | 27.2                                       | 27.7                                       | 27.3                                       | 26.7                                       |
| Temp. mín. media (°C)                      | 22.5                                       | 22.6                                       | 22.3                                       | 22.0                                       | 21.1                                       | 19.9                                       | 18.9                                       | 19.3                                       | 20.0                                       | 21.0                                       | 22.1                                       | 22.1                                       | 21.2                                       |
| Lluvias (mm)                               | 239                                        | 259                                        | 202                                        | 139                                        | 92                                         | 61                                         | 19                                         | 2                                          | 9                                          | 20                                         | 81                                         | 188                                        | 1311                                       |
| Fuente: Climate-Data.org                   |                                            |                                            |                                            |                                            |                                            |                                            |                                            |                                            |                                            |                                            |                                            |                                            |                                            |

## Transporte público
Pasuruan está ubicada y conectada por la carretera principal provincial entre Surabaya y Banyuwangi. Se puede llegar a Pasuruan desde Surabaya en autobús o tren de cercanías local, lo que toma al menos 2 horas. Además, se puede llegar desde Malang en autobús o automóvil, que toma al menos 1,3 horas. Esta ciudad está unida con otras ciudades por Trans Java Freeway.
La ciudad tiene una estación de tren activa como parada de trenes interurbanos y de cercanías locales desde Surabaya Kota. Al oeste, antes de la estación de tren de Bangil, está la estación de tren de Kraton, que actualmente está inactiva debido a su cercanía con la estación de Pasuruan. En el pasado, esta ciudad tenía la compañía local de tranvías a vapor llamada Pasoeroean Stoomtram Maatschappij, que funcionó desde 1896 hasta 1969. Este tren servía tanto para el transporte de pasajeros como para el transporte de mercancías de productos agrícolas como la caña de azúcar, el té y el tabaco.

## Ciudades hermanas
- Sungai Petani, Malaysia